# Graphe de Sousselier
Le graphe de Sousselier est, en théorie des graphes, un graphe hypohamiltonien possédant 16 sommets et 27 arêtes.

## Histoire
Les graphes hypohamiltoniens furent étudiés pour la première fois par Sousselier en 1963 dans Problèmes plaisants et délectables.
En 1967, Lindgren découvre une suite infinie de graphes hypohamiltoniens. Cette suite est formée de graphes à 6k+10 sommets pour tout k entier. La même suite de graphes hypohamiltoniens est trouvée indépendamment par Sousselier,.
En 1973 Chvátal publie un article où il explique comment ajouter des arêtes à certains graphes hypohamiltoniens pour en faire d'autres du même ordre. Il attribue la paternité de la méthode à Bondy. Comme exemple il montre comment ajouter deux arêtes au second graphe de la séquence de Lindgren (qu'il appelle séquence de Sousselier) pour obtenir un nouveau graphe hypohamiltonien à 16 sommets. Le graphe ainsi obtenu est appelé le graphe de Sousselier.

## Propriétés

### Propriétés générales
Le nombre de graphes hypohamiltoniens est connu jusqu'à l'ordre 16 et est donné par la suite A141150 de l'OEIS. Il en existe 4 d'ordre 16 dont le graphe de Sousselier et le second graphe de la séquence de Lindgren dont il est dérivé.
Le diamètre du graphe de Sousselier, l'excentricité maximale de ses sommets, est 3, son rayon, l'excentricité minimale de ses sommets, est 2 et sa maille, la longueur de son plus court cycle, est 5. Il s'agit d'un graphe 3-sommet-connexe et d'un graphe 3-arête-connexe, c'est-à-dire qu'il est connexe et que pour le rendre déconnecté il faut le priver au minimum de 3 sommets ou de 3 arêtes.

### Coloration
Le nombre chromatique du graphe de Sousselier est 3. C'est-à-dire qu'il est possible de le colorer avec 3 couleurs de telle façon que deux sommets reliés par une arête soient toujours de couleurs différentes. Ce nombre est minimal.
L'indice chromatique du graphe de Sousselier est 5. Il existe donc une 5-coloration des arêtes du graphe telle que deux arêtes incidentes à un même sommet soient toujours de couleurs différentes. Ce nombre est minimal.
Il est possible de compter les colorations distinctes du graphe de Sousselier. Cela donne une fonction dépendant du nombre de couleurs autorisé. C'est une fonction polynomiale et le polynôme qui lui est associé est qualifiée de polynôme chromatique. Ce polynôme de degré 16 admet pour racines tous les entiers positifs ou nuls strictement inférieurs à 3. Il est égal à : {\displaystyle (x-2)(x-1)x(x^{13}-24x^{12}+277x^{11}-2046x^{10}+10835x^{9}-43579x^{8}+137265x^{7}-343323x^{6}+682357x^{5}-1064315x^{4}+1265320x^{3}-1084150x^{2}+598789x-160585)}.

### Propriétés algébriques
Le groupe d'automorphismes du graphe de Sousselier est un groupe abélien d'ordre 2 : le groupe cyclique Z/2Z.
Le polynôme caractéristique  de la matrice d'adjacence du graphe de Sousselier est : {\displaystyle (x^{2}-3)(x^{5}+2x^{4}-5x^{3}-6x^{2}+8x-1)(x^{9}-2x^{8}-15x^{7}+26x^{6}+65x^{5}-119x^{4}-63x^{3}+182x^{2}-84x+11)}.